# رئاسة

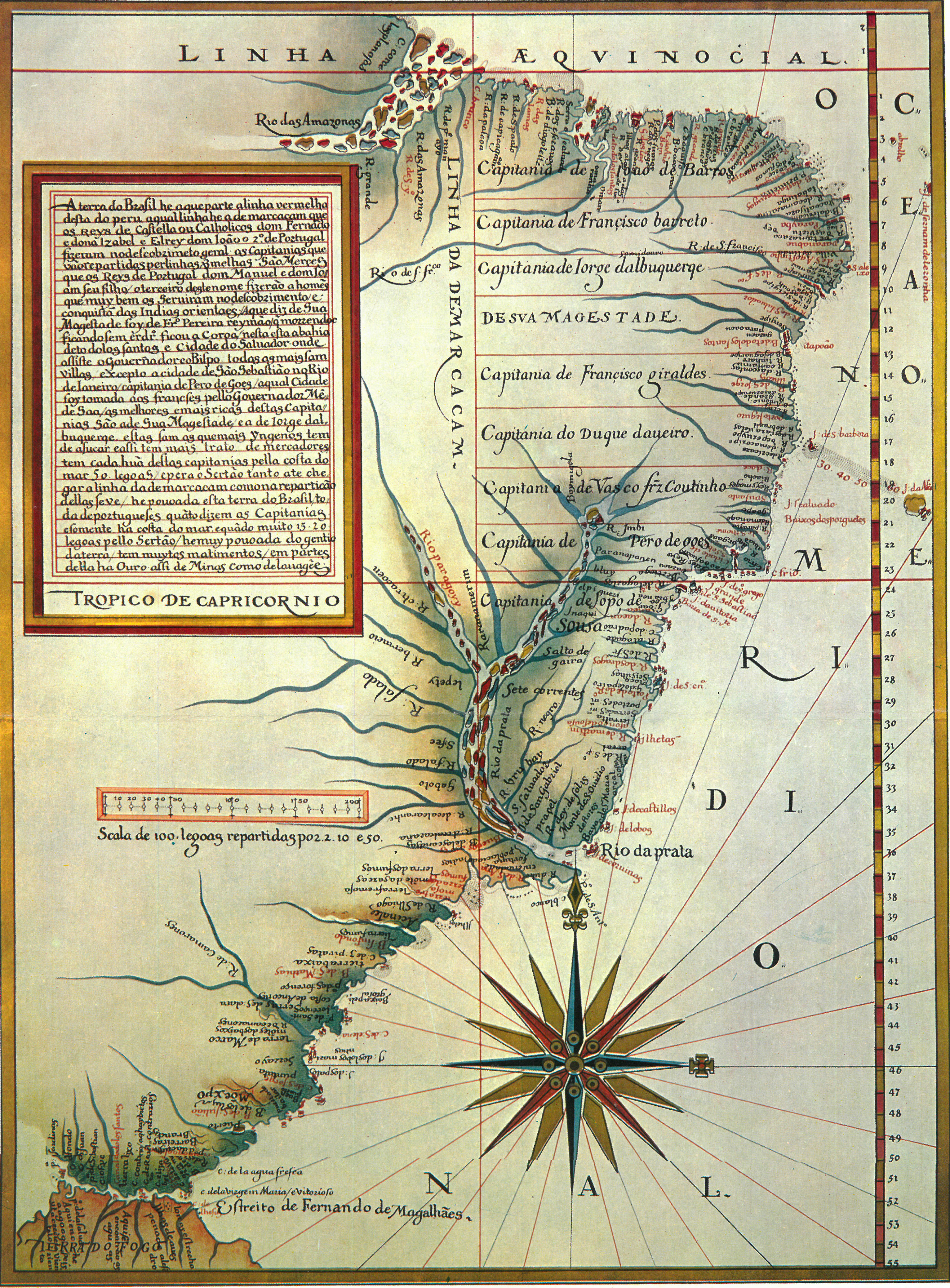

الرئاسة (بالإسبانية: capitanía)‏ هو تقسيم إداري كان مُستخدمًا في مُستعمرات إسبانيا والبرتغال، وكان هذا التقسيم مُستخدمًا أو ما يزال مُستخدمًا في كرواتيا ومملكة المجر وإيطاليا والدولة العثمانية وسلوفاكيا والنمسا.